# ハミ盆地
ハミ盆地（ハミぼんち、中国語: 哈密盆地）は中国新疆ウイグル自治区の最東部に位置し、ハミ市域の南部にある天山山脈の南斜面にあり、面積は約53,500平方キロメートルで、最低点は海抜53mの沙爾湖である。
ハミ盆地の気候は乾燥・少雨で、主に農業用灌漑用のカレーズ（カナート）に依存しており、ハミ瓜、ブドウなどの果物の生産で有名である。 ハミ市（北緯42度50分19秒 東経93度30分15秒 / 北緯42.83861度 東経93.50417度座標: 北緯42度50分19秒 東経93度30分15秒 / 北緯42.83861度 東経93.50417度）は盆地の中のオアシスにある。 ハミ盆地には、大量の石炭と石油資源が埋蔵されている。

## 参考項目
- バルクル・カザフ自治県盆地
- トゥハ油田